# Concha Méndez
Concepción Méndez Cuesta (Madrid, 27 de juliol de 1898-Mèxic, 7 de desembre de 1986), coneguda com a Concha Méndez, va ser una escriptora  espanyola de la Generació del 27, especialment destacada per la seva obra poètica, però també fou dramaturga, editora i guionista de cinema.

## Biografia
Concha va ser la gran d'onze germans d'una família de diners. Rebé la seva educació en un col·legi francès, que va deixar empremta en l'escriptora, com pot observar-se en els seus primers versos. Tenia una capacitat innata per als esports, destacant en la gimnàstica i la natació, esport aquest últim en el qual va guanyar fins i tot campionats. La família solia passar els estius a Sant Sebastià, on l'any 1919 conegué Luis Buñuel, amb qui establiria una relació que duraria cinc anys. Concha Méndez era també amiga de Maruja Mallo, Luis Cernuda, Rafael Alberti i Federico García Lorca, amb qui constituiria el grup del 27. El 1926 Concha va participar en la fundació del Lyceum Club Femenino i també en aquells anys va participar com a conferenciant en les activitats de la Residencia de Señoritas.
Aquestes amistats influiran en ella, i li aportaren prou suport per animar-se a publicar la seva primera obra, Inquietudes (1926). Dos anys després, al 1928, va publicar Surtidor i més tard, Canciones de mar y de tierra (1930). L'any 1927 signà el guió de la pel·lícula dirigida per Carlos Emilio Nazarí, Historias de un taxi. D'entre totes les seves amistats, potser la que més la va influir va ser la que va mantenir amb la pintora surrealista integrant de la generació del 27, Maruja Mallo, per qui va posar en alguna de les seves obres, com ara La ciclista (1927) o La chica de la cabra (1929). És amb ella amb qui visqué el que podria qualificar-se de «primer exili».
Concha Méndez, dona d'idees clares i desitjos de viure lliurement, abandonà, sent molt jove, la casa paterna, per viure la seva pròpia vida, ja que no se sentia còmoda en l'entorn social i familiar en què es trobava. Inicià d'aquesta manera un periple que la portà l'any 1929 a Londres, on treballà de professora d'espanyol i de traductora, d'aquí a Montevideo i més tard a Buenos Aires. Durant aquesta època es va dedicar de ple a conrear la poesia. A Buenos Aires vivien moltes personalitats del món literari i artístic, i Méndez contactà amb Guillermo de Torre, escriptor i crític que dirigia la secció de lletres del diari La Nación, la qual cosa la dugué a començar a publicar un poema per setmana a l'esmentat diari.
Va iniciar grans amistats durant la seva residència a l'Argentina, entre les quals destaca com la més important la que va establir amb l'espanyola Consuelo Berges, escriptora i periodista, i més tard reconeguda traductora. Berges, dona resolta, enèrgica i culta, va ser la peça fonamental per a l'èxit de Concha Méndez al continent americà. Com Concha, Consuelo Berges estimava la seva independència, va renunciar a una vida de dona tradicional per perseguir una carrera com a escriptora, i també compartia la seva passió pels viatges. En l'obra de Concha Méndez, els fruits d'aquesta experiència es van veure a Canciones de mar y tierra, un llibre il·lustrat per Norah Borges, de 1930. També establí contacte i amistat amb Alfonso Reyes i Alfonsina Storni.
Després d'aquest període tornà a Espanya, i inicià una etapa de grans canvis. Al 1931 Federico García Lorca li presentà, a la Granja El Henar, el poeta (pertanyent també a la Generació del 27) i impressor malagueny Manuel Altolaguirre, amb qui es casà el 5 de juny de 1932, tenint com a testimonis Federico García Lorca, Juan Ramón Jiménez, Jorge Guillén, Vicente Aleixandre, José Moreno Villa i Luis Cernuda. El matrimoni creà una petita impremta, "La Verónica", situada en una habitació de l'hotel Aragó, i fou en aquestes condicions en què van editar la revista Héroe, que va comptar amb la col·laboració de Juan Ramón Jiménez, Unamuno, Pedro Salinas i Jorge Guillén.
Començà una intensa etapa creativa per a l'autora, que va sentir interès pel teatre infantil, i pel cinema, tot i no publicar res en aquests camps. Mai va abandonar l'escriptura en vers publicant llibres poètics lliures d'experiències avantguardistes, com Vida a vida (1932), Niño y sombras (1936) i Lluvias enlazadas (1939).
Visqué de 1933 a 1935 a Londres, on va viure la tragèdia de la pèrdua del fill que estava esperant el 1933 (aquesta traumàtica experiència va quedar reflectida en el seu llibre Niño y sombra, publicat el 1936) i el naixement el 1935 de la seva filla Paloma. Al costat del seu marit, actiu impressor, contribuí a la difusió de l'obra del grup de la Generació del 27, editant col·leccions de poesies i revistes com Poesía, 1616 (títol que feia referència a l'any de la mort tant de Shakespeare com de Cervantes), i Caballo Verde para la poesía (dirigida per Pablo Neruda).

### Guerra Civil i exili
El matrimoni i la seva filla van tornar a la conflictiva i inestable Espanya de 1935, participant del clima de forta tensió que va precedir la Guerra Civil espanyola; tots dos van prendre partit per la República. És per això que en començar la contesa es veieren obligats a sortir de Madrid, i buscar refugi en altres països. En un primer moment va marxar sola amb la seva filla; mentre el seu marit va romandre lluitant en el conflicte bèl·lic. Concha Méndez va residir a Anglaterra, Bèlgica i França, fins que va tornar a Barcelona per reunir-se amb el seu marit.
Un cop acabada la guerra civil, tots junts es traslladen a París, on els va rebre Paul Éluard, i més tard a l'Havana, on van romandre fins a 1943 coincidint allí amb molts altres intel·lectuals republicans. Al 1944 arribaren a Mèxic, on se separaren. Des del punt de vista literari, Concha Méndez en aquest període va col·laborar amb diferents poemes a Hora de España, on va publicar el seu pròleg d'El Solitario (Soledad), de 1945, drama poètic en tres actes. En el seu exili a Cuba, van establir una altra impremta anomenada igualment «La Verónica» i van publicar una col·lecció poètica que van nomenar El ciervo herido, entre 1939 i 1943. El 1944, ja residint a Mèxic, va publicar Villancicos de Navidad i Sombras y sueños. De 1944 a 1979, va deixar de publicar, encara que l'any 1976 es va editar una Antología poética. El 1979 va aparèixer el seu últim llibreː Vida o río. Mai va tornar a Espanya, fora d'un viatge a Madrid el 1966, després del qual va tornar a residir a Mèxic fins a la seva mort el 1986.
El 1991 es van publicar les seves Memorias habladas, memorias armadas, obra compilada a partir d'unes cintes que havia anat gravant la seva neta, Paloma Ulacia Altolaguirre.

## Obra literària
La seva obra poètica està recollida a Poemas 1926-1986, edició preparada pel marit de la seva neta Paloma, el professor James Valender.
Els seus tres primers llibres, Inquietudes, Surtidor i Canciones de mar y tierra constitueixen una trilogia caracteritzada per la influència de l'Alberti neopopularista i per la incorporació al vers de tot allò que en els anys vint representava la modernitat: l'esport, el cinema, els automòbils. Concha Méndez s'hi mostra, si no com una escriptora excessivament original, sí com una poeta a la moda. Durant la seva estada a Argentina publica dues obres de teatre: El personaje presentido i El ángel cartero, estrenada al Lyceum Club. Una veu més depurada i personal, menys colorista i lúdica, mostra a l'obra Vida a vida. Continua el to autobiogràfic a Niño y sombras. Aquests dos llibres, al costat d'uns pocs poemes nous escrits durant la guerra, es reediten a Lluvias enlazadas. Ja queda poc de la poetessa dels anys vint, tota vivacitat i gràcia, a Sombras y sueños, de 1944, potser el millor llibre de l'autora. La seva veu s'aproxima ara a un poeta que en els anys vint semblava envellit i d'un altre tempsː Antonio Machado. Entre el soñar y el vivir es titula, ben significativament, el seu últim llibre.

## Obres
- La caña y el tabaco (Inèdita fins al 2012, any en què ha estat publicada per la Asociación de Directores de escena de España, dins de la col·lecció Literatura dramática iberoamericana)
- Inquietudes (Imprenta de Juan Pueyo, Madrid, 1926),
- Surtidor (Imprenta Argis, Madrid, 1928)
- El ángel cartero (Acte únic infantil, 1929)
- Canciones de mar y tierra (Talleres Gráficos Argentinos, Buenos Aires, 1930).
- El personaje presentido (1931)
- Vida a vida (La Tentativa Poética, Madrid, 1932)
- El pez engañado (comèdia infantil en un acte, escrita el 1933, inèdita)[10]
- Ha corrido una estrella (comèdia infantil escrita el 1934, inèdita)[10]
- El carbón y la rosa (1935)
- Niño y sombras (Ediciones Héroe, Madrid, 1936)
- Las barandillas del cielo (comèdia per a titelles, escrita el 1938, inèdita)[10]
- Pròleg de El solitario (El nacimiento) (1938)
- Lluvias enlazadas (La Verónica, La Habana, 1939)
- El solitario (Amor) (1941)
- Sombras y sueños (1944)
- Villancicos de navidad (1944)
- El solitario (Soledad) (1945)
- Vida o río (1979)
- Entre el soñar y el vivir (1985)[10]
- Memorias habladas, memorias armadas (1991)[1]
- Poemas 1926-1986 (Madrid: Hiperión, 1995), edició preparada pel marit de la seva neta Paloma, el professor James Valender.